# Societat Cooperativa d’Art Tinga Tinga
Societat Cooperativa d'Art Tinga Tinga (TACS) (en anglès, Tingatinga Arts Cooperative Society) és una cooperativa d'artistes de Tanzània de l'estil de pintura coneguda com a tinga tinga. La cooperativa és una escola de pintura, però també promou vendes d'art internacionalment perquè els seus membres es puguin guanyar la vida.
La cooperativa es va fundar després de la tràgica mort del creador de l'estil tinginga, Edward Saidi Tingatinga, per tal de donar continuïtat a aquest estil. Es va registrar formalment el 28 de juliol de 1990 a Dar es Salaam. La família i els amics de Tingatinga van adoptar el seu estil artístic, el van donar a conèixer i també van introduir noves idees de manera que l'art tingatinga va acabar convertint-se en una forma d'art pròpia de la identitat cultural de Tanzània.
La cooperativa Tinga Tinga reuneix prop d'un centenar de pintors, homes i dones. Molts d'aquests pintors es consideren hereus de l'art d'Eduardo Saidi Tingatinga, d'altres experimenten amb noves formes i motius.
A mitjans dels anys noranta, l'associació de desenvolupament suïssa Helvetas va promoure una exposició d'art tinga tinga que va recórrer diverses ciutats suïsses. Amb els ingressos, es va construir un edifici per a la cooperativa a Dar es Salaam. Helvetas també va donar suport a la cooperativa en matèria de gestió, organització i màrqueting. Des de 2007 l'objectiu de la cooperativa és ser independent administrativament i financera, i també promoure la cultura viva de Tanzània.